# Пантракікос
Пантракікос (грец. Πανθρακικός) — професійний грецький футбольний клуб з міста Комотіні, Східна Македонія та Фракія. Заснований 1963 року. Домашній стадіон — Муніципальний. Основний клубний колір — зелений.

## Досягнення
У дужках вказане місце, яке посіла команда у національній лізі.
- Бета Етнікі: 2012 (1).
- Гамма Етнікі: 1979 (1)

## Склад команди
Наведено станом на 24 січня 2013 року
| №  | Поз. | Нац.       | Гравець                            |
| -- | ---- | ---------- | ---------------------------------- |
| 1  | ВР   | Греція     | Дімітріс Куцопулос                 |
| 2  | ЗХ   | Греція     | Христос Меліссіс                   |
| 3  | ЗХ   | Камерун    | Кейнс Нуг Бонг                     |
| 5  | ЗХ   | Греція     | Янніс Статіс                       |
| 6  | НП   | Таїті      | Марама Ваіруа (on loan from Nancy) |
| 7  | ПЗ   | Греція     | Іліас Міхалоплуос                  |
| 8  | ПЗ   | Чорногорія | Младен Кашчелан                    |
| 9  | НП   | Греція     | Дімітріс Пападопулос               |
| 10 | ПЗ   | Аргентина  | Адріан Лусеро                      |
| 11 | НП   | Греція     | Вангеліс Контогулідіс              |
| 14 | ПЗ   | Греція     | Христос Мінгам                     |
| 15 | ЗХ   | Португалія | Jordão Diogo                       |
| 17 | ПЗ   | Аргентина  | Мунафо Форта                       |

| №  | Поз. | Нац.      | Гравець                        |
| -- | ---- | --------- | ------------------------------ |
| 18 | ЗХ   | Греція    | Діонісіс Макрідімітріс         |
| 19 | НП   | Греція    | Христос Тзаніс                 |
| 20 | ПЗ   | Туреччина | Деніз Байкара                  |
| 21 | ЗХ   | Греція    | Янніс Христу                   |
| 22 | ПЗ   | Греція    | Нікос Катаріос                 |
| 30 | ВР   | Греція    | Йоргос Анастасіадіс            |
| 32 | ПЗ   | Греція    | Янніс Гоніадіс                 |
| 33 | ЗХ   | Греція    | Ахіллеас Саракацанос (капітан) |
| 55 | ЗХ   | Греція    | Александрос Попцін             |
| 81 | ВР   | Греція    | Спірос Вронтарас               |
| 84 | ПЗ   | Греція    | Антоніс Ладакіс                |
| 88 | ЗХ   | Греція    | Дімітріс Скліопідіс            |

## Історія форми
| Традиційні кольори 0            | 0           | 0 2010–     | 0 2011–     | 0 2011– |
| Альтернативні кольори 2006–2008 | 0 2008–2009 | 0 2009–2010 | 0 2010–2011 |         |

## Відомі гравці
- Маріус Міту